# Comté de Hamilton (New York)
Pour les articles homonymes, voir Comté de Hamilton.
Le comté de Hamilton (en anglais : Hamilton County) est l'un des 62 comtés de l'État de New York, aux États-Unis. Le siège de comté est Lake Pleasant. Le nom du comté est un hommage à Alexander Hamilton. 

## Géographie
Le comté est entièrement situé dans le Parc Adirondack.

## Population
La population du comté s'élevait à 5 107 habitants au recensement de 2020. C'est le comté le moins peuplé de l'État de New York. C'est aussi le comté le moins densément peuplé de toute la moitié orientale des États-Unis avec seulement 1,21 hab/km2. 
| Groupe                           | Comté de Hamilton | New York | États-Unis |
| -------------------------------- | ----------------- | -------- | ---------- |
| Blancs                           | 97,3              | 66,8     | 72,4       |
| Métis                            | 1,1               | 3,0      | 2,9        |
| Afro-Américains                  | 0,7               | 15,9     | 12,6       |
| Asiatiques                       | 0,5               | 7,3      | 4,8        |
| Autres                           | 0,2               | 7,5      | 6,4        |
| Amérindiens                      | 0,2               | 0,6      | 0,9        |
| Total                            | 100               | 100      | 100        |
|                                  |                   |          |            |
| Hispaniques et Latino-Américains | 1,1               | 17,6     | 16,7       |

## Comtés adjacents
- Comté de Franklin, au nord-est
- Comté de Saint Lawrence, au nord-ouest
- Comté de Herkimer, à l'ouest
- Comté de Fulton, au sud
- Comté de Saratoga, au sud-est
- Comté de Warren, à l'est
- Comté d'Essex, à l'est